# 丝形秋海棠
丝形秋海棠（学名：Begonia filiformis）为秋海棠科秋海棠属的植物，是中国的特有植物。分布在中国大陆的广西等地，生长于海拔1,000米的地区，多生长于路边下潮湿的岩石穴内，目前已由人工引种栽培。